# Nguyễn Phúc Hồng Bảo
Nguyễn Phúc Hồng Bảo (chữ Hán: 阮福洪保, 1825 - 1854), còn hay gọi An Phong công (安豐公), là con trưởng của Nguyễn Hiến Tổ Thiệu Trị hoàng đế, vị Hoàng đế thứ ba của triều đại nhà Nguyễn. Dẫu là con trưởng nhưng ông không được truyền ngôi mà ngôi vị thuộc về người em cùng cha khác mẹ Hồng Nhậm, tức Nguyễn Dực Tông Tự Đức.
Không chịu khuất phục việc Hoàng vị trao về tay Tự Đức, Hoàng trưởng tử Hồng Bảo sau hai lần mưu sự (1851 và 1854) để giành lại ngôi vị không thành, ông bị Tự Đức giam cầm và chết thảm trong ngục.

## Thân thế
Nguyễn Phúc Hồng Bảo sinh năm Ất Dậu (ngày 19 tháng 4 năm 1825) . Mẹ ông là Đinh Thị Hạnh (丁氏幸), người Gò Công, huyện Tân Hòa, tỉnh Gia Định. Năm đó, Đinh thị được đưa vào cung năm 16 tuổi, chỉ ở hàng Lục chức thấp kém. Sau khi mất, Tự Đức mới truy phong làm Quý tần (貴嬪).
Năm 1840, lúc 15 tuổi, Hoàng tử Hồng Bảo được ông nội là Nguyễn Thánh Tổ Minh Mạng phong làm An Phong đình hầu (安豐亭侯), là người con lớn được sắc phong sớm nhất của Thiệu Trị (khi đó vẫn còn là Hoàng tử). Sau khi Thiệu Trị lên ngôi, vào năm thứ 3 trị vì, Hồng Bảo được phong làm An Phong công (安豐公). Theo lệ triều Nguyễn, ngoài tước Thân vương (亲王) và Quận vương (郡王) rất ít khi phong, chỉ dành cho Hoàng thân cực kì có công lao, còn thì các Hoàng tử sinh thời được phong cao nhất là tước Thân công (亲公), sau đến Quốc công (國公) và Quận công (郡公), việc Hoàng tử Hồng Bảo được phong Thân công cho thấy địa vị rất cao quý của ông.
Theo lẽ thường, sau khi Thiệu Trị băng hà, Hoàng vị sẽ được truyền cho con trưởng là An Phong công Hồng Bảo. Vào năm 1842, Hồng Bảo còn được phép tháp tùng Thiệu Trị trong dịp tuần du ra Bắc Hà, để cùng hiểu rõ dân tình. Năm 1847, ít lâu trước khi qua đời, Thiệu Trị còn cho tổ chức lễ Đại khánh ngũ đại đồng đường, mừng việc Hoàng tôn Ưng Đạo, con trai của An phong công Hồng Bảo vừa mới chào đời. Trong dịp này, Thiệu Trị đã đích thân ẵm Hoàng tôn Ưng Đạo trình với Thuận Thiên Thái hoàng thái hậu.
Tất cả những việc ấy, khiến Hồng Bảo rất tin tưởng mình sẽ là người được kế vị sau này.

## Bị phế truất
Ngày 27 tháng 9 năm Đinh Mùi (tức ngày 4 tháng 10 năm 1847), Thiệu Trị băng hà. Liền ngày ấy, các hoàng thân và các quan văn võ họp tại điện Cần Chánh để tuyên đọc di chiếu, theo đó Hoàng nhị tử là Phúc Tuy công Nguyễn Phúc Hồng Nhậm được lập lên ngôi, tức Tự Đức. Hồng Nhậm khóc lạy lãnh mạng. Di chiếu đọc chưa dứt, An Phong công Hồng Bảo phẫn uất thổ huyết hơn một đấu, nằm vật ngã giữa điện đình. Lúc làm lễ đăng quang, mấy người phải đỡ ông dậy, nghi lễ mới hoàn tất.
Lý do bị phế truất, sử nhà Nguyễn chép lời trăng trối trước khi mất của Thiệu Trị nói với các đại thần là Trương Đăng Quế, Võ Văn Giải, Nguyễn Tri Phương và Lâm Duy Hiệp:
"Trong các con ta, Hường Bảo (Hồng Bảo) tuy lớn, nhưng vì thứ xuất (con bà hầu sinh ra), mà lại ngu độn ít học, chỉ ham vui chơi, nối nghiệp không đặng. Con thứ hai là Phước Tuy công (tức Hồng Nhậm) thông mẫn ham học giống in như ta, đáng nối ngôi làm vua. Hôm qua ta đã phê vào tờ Di chiếu để trong long đồng (ống chạm rồng). Các ngươi phải kính noi đó! Đừng trái mạng ta!" .
Dù vậy, Hồng Bảo không tin đây là ý vua cha mà do Trương Đăng Quế bày mưu, nên quyết chí báo thù người gây ra và tìm cách giành lại ngôi báu. Đại thần Trương Đăng Quế là thầy của Thiệu Trị và là người rất có thế lực trong triều. Tương truyền, Đăng Quế và Hồng Bảo có sự hiềm khích nhau từ trước.
Trong thư đề ngày 15 tháng 1 năm 1852, giáo sĩ GaLy viết: "Ông (Hồng Bảo) bị cướp ngôi, ông chẳng buồn vì ngôi vua về tay em ông còn hơn sang tay kẻ khác. Nhưng ông muốn có dịp moi gan móc mắt ông Quế…"

## Mưu giành lại ngai vàng

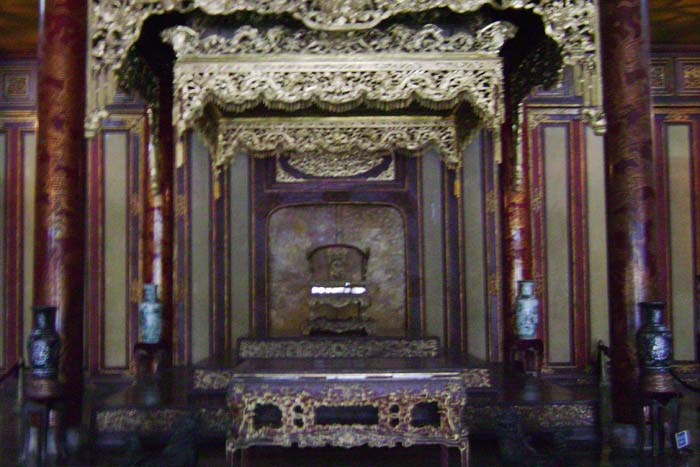
Ngai vàng trong điện Thái Hòa (Huế).

### Mưu sự lần đầu (1851)
Trong thư ngày 26 tháng 11 năm 1848, Giám mục Pellerin lúc bấy giờ đang ở Huế, viết: 
Theo tôi biết thì Hồng Bảo đã nhiều lần tìm cách lấy lại ngôi báu mà ông đáng được thừa kế, vì là con trưởng và ông đã muốn lôi cuốn những người Công giáo về phe ông bằng cách hứa hẹn với họ không những sự tự do mà còn cả ảnh hưởng của ông để biến vương quốc của ông thành (một quốc gia) Công giáo. Tôi không biết những lời hứa hẹn ấy thành thực đến mức độ nào. Các tín hữu nhiều lần đến hỏi ý kiến tôi về vấn đề ấy, tôi luôn luôn trả lời rằng chỉ nên tin tưởng ở Thiên Chúa và Đức Mẹ và tôi cấm họ xen vào những việc chính trị... .
Ngoài ra, còn có hai giáo sĩ khác lúc bấy giờ cũng đang truyền giáo ở Huế, như Giám mục Retord, giáo sĩ Galy... đều ghi lại sự việc với nội dung tương tự trên.
Thấy không thể trông cậy vào những người Công giáo, Hồng Bảo xoay qua hướng khác. L. Cadière kể: 
Nhưng cuối tháng giêng năm 1851, trong dịp tết âm lịch, người ta bắt ông giữa lúc đang sửa soạn trốn sang Singapore cầu viện người Anh... Ông định tự tử, nhưng những người đầy tớ khuyên can, nên ông quyết định nhờ sự khoan dung của nhà vua. Ông mặc áo tang, xõa tóc, ẵm đứa con trưởng khoảng sáu, bảy tuổi, đi đến cung vua khóc lóc thảm thiết. Khi được vào yết kiến, ông thú nhận có ý định trốn ra nước ngoài, nhưng không phải để kêu gọi người ngoại quốc đến gây giặc giã mà chỉ vì nghèo khổ, bị bạn bè và kẻ hầu hạ khi dễ, xa lánh...nên ông chỉ muốn đi qua Pháp để được sống như một người dân thường. Không chắc nhà vua tin những lời ấy, nhưng cảm động vì thấy anh quỳ dưới chân mình để van xin. Nhà vua vỗ về...hứa sẽ lo cho ông được sung túc, nhận con ông làm con nuôi và còn cho ông một trăm nén bạc và một nén vàng....

### Mưu sự lần sau (1854)
Được tha, Hồng Bảo lại tìm cách lật đổ Tự Đức. Trong thư khác viết vào năm 1855  Giám mục Pellerin cho biết:
Một hôm Hồng Bảo họp những người đồng đảng lại để uống huyết thệ (uống máu ăn thề). Sau buổi lễ, một số người trong nhóm ra nước ngoài, có lẽ để tuyển thêm đồng chí. Một người trong bọn trở về nước bằng ngã Xiêm và Cao Miên, có đem theo một nhà sư vừa tuyển mộ được. Vì đối đãi với nhà sư không được chu đáo ở dọc đường, nên khi vừa về nước, nhà sư liền đi tố cáo với quan.
Quan bắt y lúc đang ngủ, trói lại, bỏ vào cũi như một con thú dữ và giải về kinh đô. Bị tra tấn, y khai tất cả...
Hoàng tử Hồng Bảo bị kết án lăng trì. Nhưng vua Tự Đức đã ân xá, đổi thành tù chung thân, giam trong một nhà ngục làm riêng cho ông... Thừa lúc một mình, ông dùng màn giường thắt cổ chết. Nhà vua cho chôn cất với một quan tài đơn sơ, không nghi lễ gì cả...
Sách Quốc triều chính biên chép:
"An Phong công Hồng Bảo mưu nghịch rồi thắt cổ chết trong nhà giam... Con trai, con gái đều dự vào mưu phản nghịch ấy...Trước đó Hồng Bảo vì không được lập, lòng âm mưu lạ, lén thông đồng với người Tây bị phát giác, bắt được giải về kinh xét qua đúng như vậy. Hồng Bảo trong nhà giam tự tử, con cái đều cải qua họ Đinh là họ mẹ cả".
Sách Quốc triều sử toát yếu chép:
Năm Giáp Dần (1854), tháng giêng…Hường Bảo mưu nghịch, tự tử (vì không được lập cho nên mưu nghịch. Khi có tội, triều đình đổi ra họ Đinh). Con trai, con gái Hường Bảo và người dự mưu là Tôn Thất Bật đều bị xóa tên trong sổ Tôn Thất.
Căn cứ thông tin này, thì Hoàng tử Hồng Bảo chết vào tháng giêng năm Giáp Dần (1854), hưởng dương 29 tuổi.

## Hậu quả
Năm Tự Đức thứ 19, Bính Dần (1866), ba anh em là Đoàn Hữu Trưng (còn gọi là Đoàn Trưng, con rể Tùng Thiện Vương Miên Thẩm), Đoàn Hữu Ái, Đoàn Tư Trực cùng một số võ quan, binh sĩ và dân chúng đã nổi dậy, mưu lập con trưởng của An Phong công Hồng Bảo là Đinh Đạo (tức Ưng Đạo) lên làm Hoàng đế. Cuộc mưu phản này thất bại, cả gia đình Hồng Bảo gồm 8 người là: Đinh Đạo (丁導), Đinh Tự (丁寺), Đinh Chuyên (丁傳), Đinh Tương (丁將), Thị Thụy (氏瑞; vợ Hồng Bảo) và hai đứa con Đinh Đạo (một trai, một gái) đều bị xử giảo (treo cổ).
Sử liệu chép: "Đứa con trai của Đinh Đạo mới 3 tuổi, bị thắt cổ đến 2 lần mà vẫn chưa chết, khi bỏ vào quan tài còn khóc oa oa".

## Truy tặng
Đến thời kì trị vì của Hoàng đế Thành Thái, Hoàng trưởng tử An Phong công Hồng Bảo mới được phục hồi danh dự, cải phong An Phong công như cũ, cho con trai thứ 8 của Thái Thịnh quận vương Nguyễn Phúc Hồng Phó là Nguyễn Phúc Ưng Thực làm con thờ tự.
Năm Thành Thái thứ 11 (1899), ban thụy là Cung Túc (恭肅). Sang thời Hoàng đế Khải Định, tấn thụy tôn làm An Phong quận vương (安豐郡王), tự thụy Đoan Trang (端莊).

## Dư luận
Về cái chết của Hồng Bảo, sách Bản triều bạn nghịch liệt truyện cho biết ông đã chọn cách uống thuốc độc (tam ban triều điển). Trong sách Việt Nam sử lược chỉ ghi đơn giản là Hồng Bảo chết vì uống thuốc độc. Tuy nhiên, có một số tác giả khác lại cho rằng Hồng Bảo chết do thắt cổ.
Nhưng, một nghi vấn được đặt ra: chính Hồng Bảo tự thắt cổ hay ai đó đã thắt cổ ông? Giáo sư Bửu Cầm cho đó là "một cái chết khả nghi. Người ta không tin là tội nhân tự tử mà là bị giết" . Còn tác giả Nguyễn Quang thì quả quyết rằng chính Trương Đăng Quế đã ra lệnh giết, hoặc vua Tự Đức nghe lời của ông mà giết anh .
Đề cập đến vấn đề do Trương Đăng Quế chủ mưu, trong thư đề ngày 15 tháng 1 năm 1852, giáo sĩ Galy viết: Trương Đăng Quế đã mưu mô thay bậc đổi ngôi để Hồng Bảo phải sống trong nghịch cảnh rồi làm liều đi đến chỗ thảm hại. Ông Quế đã đặt cạm bẫy cho Hồng Bảo rơi vào hầu có cớ thủ tiêu ông....
Rút lại vụ việc Hồng Bảo, trong một bài viết, nhà sử học Đỗ Bang cũng đã nêu ra mấy ý như sau: 
- Hồng Bảo đáng lẽ phải được lên ngôi, nhưng bị Trương Đăng Quế và một số cận thần đổi chiếu rồi bôi bác cho Hồng Bảo là con dòng thứ, hay chơi bời phóng đãng...[19].
- Hồng Bảo vừa là học trò vừa là bạn của Tương An Quận vương [20]. Tương An và Tùng Thiện vương đều là chú ruột của vua Tự Đức, qua sự kiện này, cả hai cũng rã rời theo chiều phân cực trong nội bộ hoàng tộc.
- Từ trong nội cung tung ra nhiều chuyện mỉa mai nhằm bôi nhọ Tự Đức: cho Tự Đức là con của Trương Đăng Quế. Vợ Quế đem con (tức Tự Đức) vào cung rồi đánh tráo con của Thiệu Trị hoặc Trương Đăng Quế tư thông với bà Từ Dụ mới sinh ra Tự Đức...[21]

Trong bài Minh oan Hồng Bảo và Đoàn Trưng (đã dẫn bên dưới), tác giả Nguyễn Quang viết: 
Tương An quận vương là một thi hào, là chú và là thầy học của Hồng Bảo, Hồng Nhậm. Sở dĩ ngài Tương An thương mến Hồng Bảo hơn là vì ông này học giỏi. Nói một cách khác, thầy học không bao giờ lại mến thương người học trò ngu độn và ham chơi.
Giáo sư Nguyễn Khuê giải thích thêm: 
Thật vậy, Tương An là người tài đức, rất thận trọng trong việc giao du. Nếu quả An Phong Công (Hồng Bảo) đúng như nhận xét của vua Thiệu Trị thì không thể nào là tri kỷ của vương được. Những bài thơ của Tương An ghi lại những kỷ niệm giữa vương với An Phong Công vô tình trở thành những bằng cớ cho phép chúng ta hoài nghi về tư cách của Hồng Bảo đã được chép trong chính sử... Lại nữa, trách Hồng Bảo ham vui chơi có lẽ không đúng, duy có một điều là Hồng Bảo giao du rộng rãi. Ông thân thiện với các nhà buôn ngoại quốc. Vì cớ ấy, một nhóm triều thần bài ngoại sợ ông về sau lên ngôi lại nhiễm văn minh Tây phương, nên lấy làm hiềm nghi và không muốn cho ông kế vị...
Và giáo sư cũng đã dẫn chứng về tài văn, tài võ của Hồng Bảo như sau:
Xuân nhật phòng...đắc thi nhất thủ.
Dịch:
(Ngày xuân đến thăm... được một bài thơ)
Chầu về chẳng kể bóng chiều tàn,
Thả bộ đến nhà để hỏi han.
Nhớ buổi Bắc tuần theo hộ giá,
Đêm khuya chong đuốc luận thơ văn.
Hoàng nhị tử...thư trai nguyên tịch hội ẩm
Dịch:
(Rằm tháng giêng hội ẩm tại phòng sách của hoàng tử thứ hai ).
...Trăng thanh, tiết đẹp năm ba bận,
Rượu đượm, thơ xuân một ít bài
Tuổi trẻ tài năng lòng những mến,
Cung thần một phát hẳn không sai....

## Thông tin thêm
Trong sách Kể chuyện các Vua Nguyễn, Tôn Thất Bình kể:
Dưới thời Tự Đức, trong triều xảy ra việc Hồng Bảo mưu toan cướp ngôi, sau đó chết một cách bí ẩn trong ngục. Người đương thời cho là vua Tự Đức mưu giết anh để trừ hậu họa. Sau đó, nhân một buổi ngự thiện, Tự Đức dùng cơm vô ý cắn phải lưỡi, liền lấy đầu đề "răng cắn lưỡi" ra cho đình thần làm thơ, Nguyễn Hàm Ninh dâng một bài tứ tuyệt:
Sinh ngã chi sơ, nhĩ vị sinh
Nhĩ sinh chi hậu, ngã vi huynh
Nhất đường cọng hưởng trân cam vị
Hà nhẫn tương thương cốt nhục tình.
Dịch thơ:
Ta ra đời trước, chú chưa sinh
Chú phận làm em, ta phận anh
Ngọt bùi sao chẳng cùng san sẻ
Mà nỡ đau thương cốt nhục tình?
Tự Đức xem thơ, thưởng mỗi câu một lạng vàng vì lời thơ hay, nhưng lại phạt một câu một roi vì ý thơ sâu sắc. 
Nhà vua hiểu Nguyễn Hàm Ninh dùng bài thơ này để ám chỉ việc mình ám hại Hồng Bảo.

## Trong văn hoá đại chúng
| Năm  | Tác Phẩm        | Diễn Viên      | Nhân Vật              |
| 2020 | 《Phượng khấu》 | Trịnh Tú Trung | Nguyễn Phước Hồng Bảo |

## Sách tham khảo chính
- Quốc sử quán triều Nguyễn, Quốc triều sử toát yếu. Nhà xuất bản Văn Học, 2002.
- Trần Trọng Kim, Việt Nam sử lược. Nhà xuất bản Tân Việt, Sài Gòn, 1968.
- Phạm Văn Sơn, Việt sử tân biên (quyển 5, tập thượng). Tác giả tự xuất bản, Sài Gòn, 1962.
- Nguyễn Khuê, Tâm trạng Tương An quận vương. Trung tâm học liệu xuất bản, Sài Gòn, 1974,
- Nguyễn Q. Thắng và Nguyễn Bá Thế, Từ điển nhân vật lịch sử Việt Nam. Nhà xuất bản Khoa học Xã hội, Hà Nội, 1992.